# Minemori Kozo
Kozo Minemori (sinh ngày 12 tháng 6 năm 1978) là một cầu thủ bóng đá người Nhật Bản.

## Sự nghiệp câu lạc bộ
Kozo Minemori đã từng chơi cho Bellmare Hiratsuka.